# Micrurus helleri
Micrurus helleri (кораловий аспід Хеллера) — вид отруйних змій родини аспідових (Elapidae). Мешкає в Південній Америці. Вид названий на честь американського зоолога Едмунда Хеллера.

## Поширення і екологія
Коралові аспіди Хеллера мешкають в Бразилії, Колумбії, Еквадорі, Перу, Болівії і Венесуели. Вони живуть в тропічних лісах. Відкладають яйця.